# Eriyadhoo (Shaviyani-atol)
Eriyadhoo is een van de onbewoonde eilanden van het Shaviyani-atol behorende tot de Maldiven.